# Patience Drake Roggensack

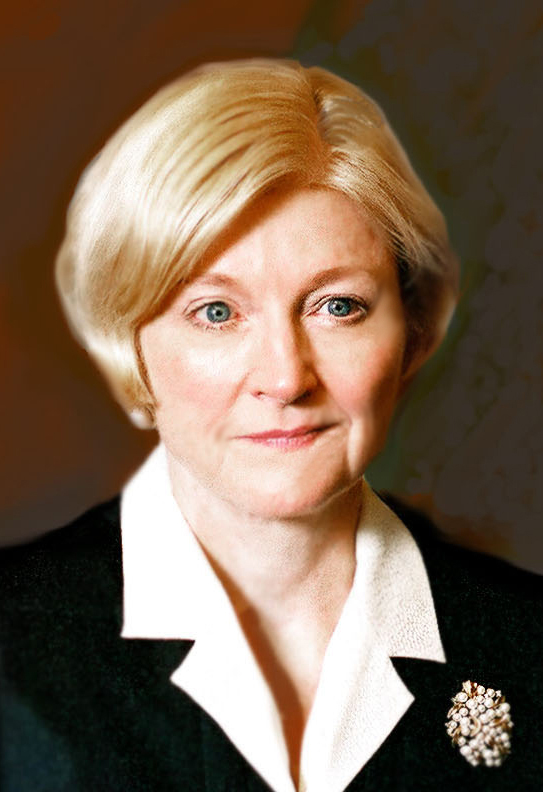
Patience Drake Roggensack, 2005

Patience Drake Roggensack (* 7. Juli 1940 in Joliet (Illinois)) ist eine US-amerikanische Juristin. 2005 wurde sie in den Wisconsin Supreme Court gewählt und 2015 durch die Richter des Gerichts zum Chief Justice des Gerichtes. 2021 wurde sie als Chief Justice durch Annette Ziegler abgelöst.

## Leben
Patience Drake Roggensack studierte zunächst Biologie an der Drake University und war dann nach Erreichung des Bachelors in 1962 als Forschungsassistentin tätig. Sie studierte Rechtswissenschaft an der University of Wisconsin und schloss dieses Studium 1980 ab. Sie war 16 Jahre als Anwältin in Madison tätig, bevor sie 1996 zur Richterin an ein Berufungsgericht Wisconsins gewählt wurde. 2003 wurde sie in den Supreme Court gewählt und 2013 wiedergewählt. Am 1. Mai 2015 wurde sie zum Chief Justice gewählt. Bei der Wahl zum Chief Justice durch die Richterkollegen an dem Gericht trat sie nicht erneut an. Stattdessen wählte die konservative Mehrheit Annette Ziegler zur Nachfolgerin ab dem 1. Mai 2021. In Roggensacks Amtszeit als Chief Justice wurden unter anderem Geschworenenprozesse in Wisconsin wegen der COVID-19-Pandemie in den Vereinigten Staaten zeitweise ausgesetzt. Sie trat 2023 nicht erneut zur Wahl für eine dritte Amtszeit als Richterin am Wisconsin Supreme Court an.
Roggensack wird als eine eher konservative Juristin eingeschätzt. Unter anderem verfasste Roggensack die Minderheitsmeinung bei einer Klage, bei der die Mehrheit es ablehnte die Präsidentschaftswahl in den Vereinigten Staaten 2020 in Wisconsin zugunsten von Donald Trump zu ändern.